# فرودگاه سانتا پائولا (کالیفرنیا)
فرودگاه سانتا پائولا، کالیفرنیا (به انگلیسی: Santa Paula Airport) یک فرودگاه همگانی با کد یاتا SZP است که یک باند فرود آسفالت دارد و طول باند آن ۸۰۸ متر است. این فرودگاه در شهر سانتا پوئلا، کالیفرنیا کشور ایالات متحده آمریکا قرار دارد و در ارتفاع ۷۴٫۷ متری از سطح دریا واقع شده است.